# 12182 Storm
12182 Storm eller 1973 UQ5 är en asteroid i huvudbältet som upptäcktes den 27 oktober 1973 av den tyske astronomen Freimut Börngen vid Tautenburg-observatoriet. Den har fått sitt namn efter den tyske författaren Theodor Storm.
Asteroiden har en diameter på ungefär 4 kilometer